# Jules de Géradon
Jules Charles Clément Marie de Géradon, né à Liège le (15 juin 1869-4 novembre 1933) fut un homme politique belge catholique.  Il épousa à Ixelles le 7 juillet 1896 Alice Sacqueleu née en 1874.  Ils eurent 7 enfants.
Durant la Première Guerre mondiale, son fils Georges, artilleur, mourut (comme son cousin germain Jean de Geradon la même année à Pervyse) le 18 mars 1918.  L'artilleur Georges fut volontaire de la guerre 14-18, chevalier de l'ordre de Léopold II, décoré de la croix de guerre, etc., et est décédé sur le front de l'Yzer  écrasé sous les bombes ennemies.
Patron de presse liégeoise, à la Gazette de Liège il eut  en 1919 parmi ses journalistes Georges Simenon.  
Il fut docteur en droit,  juriste et député belge, élu de l'arrondissement de Liège jusqu'à sa mort (1919-33).
Il fut également président du Comité exécutif de l'Exposition universelle de Liège de 1930.
Son portrait réalisé par le peintre J. Damien était exposé au Cercle Albert-Elisabeth à Liège en 1945.

## Distinctions
- Commandeur de l'ordre de Léopold,
- Croix civique de première classe 1914-1918,
- Commandeur de l'ordre national de la Légion d'honneur (France)

Décédé à Esneux, il est inhumé au cimetière d'Heuseux.